# Балка Платва
Балка Платва (рос. б. Платва) — балка (річка) в Росії у Яковлівському районі Бєлгородської області. Ліва притока річки Ворскли (басейн Дніпра).

## Опис
Довжина балки приблизно 11,26 км, найкоротша відстань між витоком і гирлом — 10,02  км, коефіцієнт звивистості річки — 1,12 . Формується декількома балками, струмками та загатами.

## Розташування
Бере початок на північній стороні від села Орловка. Тече переважно на північний захід через село Серетино і впадає у річку Ворсклу, ліву притоку Дніпра.

## Цікаві факти
- У XX столітті на балці існувало багато природних джерел, водокачка, газгольдер та декілька газових свердловин[1].